# Ливингстон, Шон
Шон Патрик Ливингстон (англ. Shaun Patrick Livingston; родился 11 сентября 1985 года, Пеория, Иллинойс, США) — американский баскетболист. Чемпион НБА в сезонах 2014/15, 2016/17, 2017/18 годов.

## Ранние годы
Ливингстон родился в Пеории, Иллинойс. В составе баскетбольной команды школы Конкордия Лютерал дважды завоёвывал чемпионские титулы в 1999 и 2000 годах. Позже он учился в старшей школе Ричвуд два года, а после перешёл в старшую школу Пеории с которой дважды завоевывал чемпионские титулы.
В 2004 году он участвовал в матче всех звёзд школ и стал со обладателем звания самого ценного игрока.

## Профессиональная карьера

### 2004—2006
Ливингстон решил после школы не продолжать обучение в колледже, а участвовать в драфте НБА. На драфте 2004 года он был выбран под 4 номером клубом «Лос-Анджелес Клипперс». Ливингстон в школе играл на позиции разыгрывающего защитника, но в «Клипперс» в то время на этой позиции играл Сэм Касселл, поэтому Ливингстон в основном играл на позиции атакующего защитника. 23 февраля 2007 года в игре против «Голден Стэйт Уорриорз» он набрал 14 очков — лучший показатель в его карьере.
В первые два сезона в НБА он вышел на площадку в 91 играх и в среднем за игру набирал по 6,3 очка. В третьем сезоне его результативность увеличилась до 9,3 очка в среднем за игру.
В матче против «Шарлотт Бобкэтс» 26 февраля 2007 года Ливингстон перенёс тяжелейшую травму левого коленного сустава: при неудачном приземлении после промазанного лей-апа произошло смещение коленной чашечки – и нога Шона ушла в сторону. В результате травмы были повреждены почти все анатомические структуры левого колена Ливингстона: порвались передняя и задняя крестообразные связки, латеральный мениск, произошло сильное растяжение большеберцовой коллатеральной связки, а также смещение коленной чашечки и межберцового синдесмоза. Травма была настолько тяжёлой, что новостные каналы предложили зрителям графическое изображение случившегося, прежде чем показать, что произошло на самом деле. В госпитале врачи предупредили Шона, что его левую ногу, возможно, даже придётся ампутировать. Потребовались месяцы лечения и реабилитации, прежде чем Ливингстон опять смог ходить. Эта травма очень осложнила Шону первые три года его профессиональной карьеры – ему пришлось пропустить 101 из 246 матчей.

### Возвращение после травмы
Контракт Ливингстона заканчивался после сезона 2007/08 и команда отказалась продлевать с ним контракт, сделав его свободным агентом. 16 июня 2008 года доктора разрешили ему выходить на площадку и в течение межсезонья 2008 года он пытался найти себе гарантированный контракт. Им заинтересовались «Миннесота Тимбервулвз» и «Портленд Трэйл Блэйзерс», однако он неожиданно подписал двухлетний контракт с «Майами Хит», где в 4 играх он в среднем набирал по 2,3 очка, проводя чуть более 10 минут на площадке.
7 января 2009 года он был обменян в «Мемфис Гриззлис» на выбор на драфте 2012 года и деньги. Позже в этот же день «Гриззлис» отказались от его услуг.
7 марта 2009 года он подписал контракт с клубом Д-Лиги «Талса Сиксти Сиксерс», принадлежащей «Оклахома-Сити Тандер». После трёх недель в Д-Лиге Ливингстон подписал многолетний контракт с «Тандер» 31 марта 2009 года. 22 декабря «Тандер» отказались от его услуг.
26 февраля 2010 года Ливингстон подписал 10-дневный контракт с «Вашингтон Уизардс», а по окончании его заключил контракт до окончания сезона.
20 июля 2010 года Ливингстон подписал двухлетний контракт на 7 млн долларов с «Шарлотт Бобкэтс». 23 июня он был обменян в «Милуоки Бакс» как часть сделки трёх команд.
11 июля 2014 года Ливингстон подписал трёхлетний контракт с «Голден Стэйт Уорриорз» на 16 миллионов долларов.
«Голден Стэйт Уорриорз» под руководством Стива Керра одержали 67 побед в регулярном сезоне 2014/15, установив рекорд НБА по количестве побед в регулярном сезоне для главного тренера, который дебютировал в лиге. Это стало лучшим результатом как в Западной конференции, так и в лиге в целом. Стефен Карри был признан самым ценным игроком регулярного сезона. В плей-офф «Голден Стэйт» в первом раунде в «сухую» обыграли «Нью-Орлеан Пеликанс». Во втором раунде, проигрывая в серии 2-1, «Уорриорз» сумели одержать 3 победы подряд над «Мемфис Гриззлис». В финале конференции баскетболисты «Голден Стэйт» победили «Хьюстон Рокетс» со счётом 4-1 и вышли в финал НБА. В финале НБА «Голден Стэйт» победили «Кливленд Кавальерс» со счётом 4—2 и стали чемпионами НБА. По ходу серии, после того как счет стал 2-1 в пользу «Кавальерс», главный тренер «Уорриорз» Стив Керр перевёл Андре Игудалу в стартовый состав вместо Эндрю Богута и стал играть «легкой» пятеркой с первых минут, что коренным образом сказалось на результате. «Голден Стэйт» одержали 3 победы подряд и завоевали титул чемпионов НБА в четвёртый раз в своей истории.

## Статистика

### Статистика в НБА
| Сезон                                                                                    | Команда       | Регулярный сезон | Регулярный сезон | Регулярный сезон | Регулярный сезон | Регулярный сезон | Регулярный сезон | Регулярный сезон | Регулярный сезон | Регулярный сезон | Регулярный сезон | Регулярный сезон | Серия плей-офф | Серия плей-офф | Серия плей-офф | Серия плей-офф | Серия плей-офф | Серия плей-офф | Серия плей-офф | Серия плей-офф | Серия плей-офф | Серия плей-офф | Серия плей-офф |
| Сезон                                                                                    | Команда       | GP               | GS               | MPG              | FG%              | 3P%              | FT%              | RPG              | APG              | SPG              | BPG              | PPG              | GP             | GS             | MPG            | FG%            | 3P%            | FT%            | RPG            | APG            | SPG            | BPG            | PPG            |
| ---------------------------------------------------------------------------------------- | ------------- | ---------------- | ---------------- | ---------------- | ---------------- | ---------------- | ---------------- | ---------------- | ---------------- | ---------------- | ---------------- | ---------------- | -------------- | -------------- | -------------- | -------------- | -------------- | -------------- | -------------- | -------------- | -------------- | -------------- | -------------- |
| 2004/05                                                                                  | Клипперс      | 30               | 15               | 27,1             | 41,4             | 0,0              | 74,6             | 3,0              | 5,0              | 1,1              | 0,4              | 7,4              | Не участвовал  | Не участвовал  | Не участвовал  | Не участвовал  | Не участвовал  | Не участвовал  | Не участвовал  | Не участвовал  | Не участвовал  | Не участвовал  | Не участвовал  |
| 2005/06                                                                                  | Клипперс      | 61               | 14               | 25,0             | 42,7             | 12,5             | 68,8             | 3,0              | 4,5              | 0,8              | 0,5              | 5,8              | 12             | 0              | 27,7           | 47,4           | 100,0          | 81,0           | 4,7            | 4,8            | 0,6            | 0,5            | 7,5            |
| 2006/07                                                                                  | Клипперс      | 54               | 31               | 29,8             | 46,3             | 31,3             | 70,7             | 3,4              | 5,1              | 1,1              | 0,5              | 9,3              | Не участвовал  | Не участвовал  | Не участвовал  | Не участвовал  | Не участвовал  | Не участвовал  | Не участвовал  | Не участвовал  | Не участвовал  | Не участвовал  | Не участвовал  |
| 2008/09                                                                                  | Майами        | 4                | 0                | 10,3             | 37,5             | -                | 75,0             | 0,5              | 1,0              | 0,5              | 0,0              | 2,3              | Не участвовал  | Не участвовал  | Не участвовал  | Не участвовал  | Не участвовал  | Не участвовал  | Не участвовал  | Не участвовал  | Не участвовал  | Не участвовал  | Не участвовал  |
| 2008/09                                                                                  | Оклахома-Сити | 8                | 1                | 23,8             | 53,8             | -                | 100,0            | 3,3              | 2,0              | 0,6              | 0,3              | 7,8              | Не участвовал  | Не участвовал  | Не участвовал  | Не участвовал  | Не участвовал  | Не участвовал  | Не участвовал  | Не участвовал  | Не участвовал  | Не участвовал  | Не участвовал  |
| 2009/10                                                                                  | Оклахома-Сити | 10               | 0                | 13,0             | 31,3             | 0,0              | -                | 2,0              | 1,4              | 0,5              | 0,2              | 1,0              | Не участвовал  | Не участвовал  | Не участвовал  | Не участвовал  | Не участвовал  | Не участвовал  | Не участвовал  | Не участвовал  | Не участвовал  | Не участвовал  | Не участвовал  |
| 2009/10                                                                                  | Вашингтон     | 26               | 18               | 25,6             | 53,5             | 0,0              | 87,5             | 2,2              | 4,5              | 0,5              | 0,3              | 9,2              | Не участвовал  | Не участвовал  | Не участвовал  | Не участвовал  | Не участвовал  | Не участвовал  | Не участвовал  | Не участвовал  | Не участвовал  | Не участвовал  | Не участвовал  |
| 2010/11                                                                                  | Шарлотт       | 73               | 0                | 17,3             | 46,6             | 25,0             | 86,4             | 2,0              | 2,2              | 0,6              | 0,4              | 6,6              | Не участвовал  | Не участвовал  | Не участвовал  | Не участвовал  | Не участвовал  | Не участвовал  | Не участвовал  | Не участвовал  | Не участвовал  | Не участвовал  | Не участвовал  |
| 2011/12                                                                                  | Милуоки       | 58               | 27               | 18,8             | 46,9             | 66,7             | 78,5             | 2,1              | 2,1              | 0,5              | 0,3              | 5,5              | Не участвовал  | Не участвовал  | Не участвовал  | Не участвовал  | Не участвовал  | Не участвовал  | Не участвовал  | Не участвовал  | Не участвовал  | Не участвовал  | Не участвовал  |
| 2012/13                                                                                  | Вашингтон     | 17               | 4                | 18,8             | 36,4             | 0,0              | 100,0            | 2,2              | 2,2              | 0,6              | 0,1              | 3,7              | Не участвовал  | Не участвовал  | Не участвовал  | Не участвовал  | Не участвовал  | Не участвовал  | Не участвовал  | Не участвовал  | Не участвовал  | Не участвовал  | Не участвовал  |
| 2012/13                                                                                  | Кливленд      | 49               | 12               | 23,2             | 50,7             | 0,0              | 84,3             | 2,5              | 3,6              | 0,8              | 0,6              | 7,2              | Не участвовал  | Не участвовал  | Не участвовал  | Не участвовал  | Не участвовал  | Не участвовал  | Не участвовал  | Не участвовал  | Не участвовал  | Не участвовал  | Не участвовал  |
| 2013/14                                                                                  | Бруклин       | 76               | 54               | 26,0             | 48,3             | 16,7             | 82,7             | 3,2              | 3,2              | 1,2              | 0,4              | 8,3              | 12             | 10             | 27,1           | 51,2           | 100,0          | 73,0           | 3,5            | 3,3            | 0,4            | 0,4            | 9,7            |
| 2014/15                                                                                  | Голден Стэйт  | 78               | 2                | 18,8             | 50,0             | 0,0              | 71,4             | 2,3              | 3,3              | 0,6              | 0,3              | 5,9              | 21             | 0              | 17,9           | 53,2           | 0,0            | 84,0           | 2,4            | 1,8            | 0,4            | 0,2            | 5,0            |
| 2015/16                                                                                  | Голден Стэйт  | 78               | 3                | 19,5             | 53,6             | 16,7             | 86,0             | 2,2              | 3,0              | 0,7              | 0,3              | 6,3              | 24             | 7              | 21,4           | 48,8           | 0,0            | 86,5           | 3,2            | 3,3            | 0,5            | 0,2            | 8,2            |
| 2016/17                                                                                  | Голден Стэйт  | 76               | 3                | 17,7             | 54,7             | 33,3             | 70,0             | 2,0              | 1,8              | 0,5              | 0,3              | 5,1              | 14             | 0              | 15,7           | 57,6           | -              | 71,4           | 2,1            | 1,4            | 0,4            | 0,1            | 5,2            |
| 2017/18                                                                                  | Голден Стэйт  | 71               | 7                | 15,9             | 50,1             | 0,0              | 82,0             | 1,8              | 2,0              | 0,5              | 0,3              | 5,5              | 21             | 0              | 17,2           | 53,6           | 0,0            | 88,0           | 2,2            | 1,5            | 0,3            | 0,0            | 6,7            |
| 2018/19                                                                                  | Голден Стэйт  | 64               | 0                | 15,1             | 51,9             | 0,0              | 78,4             | 1,8              | 1,8              | 0,5              | 0,4              | 4,0              | 22             | 2              | 14,6           | 45,3           | 0,0            | 84,0           | 1,4            | 1,4            | 0,5            | 0,2            | 4,0            |
|                                                                                          | Всего         | 833              | 191              | 20,6             | 48,6             | 17,8             | 79,4             | 2,4              | 3,0              | 0,7              | 0,4              | 6,3              | 126            | 19             | 19,4           | 50,7           | 28,6           | 81,9           | 2,6            | 2,4            | 0,4            | 0,2            | 6,4            |
| Наведите курсор мыши на аббревиатуры в заголовке таблицы, чтобы прочесть их расшифровку. |               |                  |                  |                  |                  |                  |                  |                  |                  |                  |                  |                  |                |                |                |                |                |                |                |                |                |                |                |

### Статистика в Джи-Лиге
| Сезон                                                                                    | Команда              | Регулярный сезон | Регулярный сезон | Регулярный сезон | Регулярный сезон | Регулярный сезон | Регулярный сезон | Регулярный сезон | Регулярный сезон | Регулярный сезон | Регулярный сезон | Регулярный сезон | Серия плей-офф | Серия плей-офф | Серия плей-офф | Серия плей-офф | Серия плей-офф | Серия плей-офф | Серия плей-офф | Серия плей-офф | Серия плей-офф | Серия плей-офф | Серия плей-офф |
| Сезон                                                                                    | Команда              | GP               | GS               | MPG              | FG%              | 3P%              | FT%              | RPG              | APG              | SPG              | BPG              | PPG              | GP             | GS             | MPG            | FG%            | 3P%            | FT%            | RPG            | APG            | SPG            | BPG            | PPG            |
| ---------------------------------------------------------------------------------------- | -------------------- | ---------------- | ---------------- | ---------------- | ---------------- | ---------------- | ---------------- | ---------------- | ---------------- | ---------------- | ---------------- | ---------------- | -------------- | -------------- | -------------- | -------------- | -------------- | -------------- | -------------- | -------------- | -------------- | -------------- | -------------- |
| 2008/09                                                                                  | Талса Сиксти Сиксерс | 11               | 10               | 29,3             | 40,9             | 0,0              | 82,4             | 3,5              | 6,0              | 0,6              | 0,5              | 9,5              | Не участвовал  | Не участвовал  | Не участвовал  | Не участвовал  | Не участвовал  | Не участвовал  | Не участвовал  | Не участвовал  | Не участвовал  | Не участвовал  | Не участвовал  |
|                                                                                          | Всего                | 11               | 10               | 29,3             | 40,9             | 0,0              | 82,4             | 3,5              | 6,0              | 0,6              | 0,5              | 9,5              | Не участвовал  | Не участвовал  | Не участвовал  | Не участвовал  | Не участвовал  | Не участвовал  | Не участвовал  | Не участвовал  | Не участвовал  | Не участвовал  | Не участвовал  |
| Наведите курсор мыши на аббревиатуры в заголовке таблицы, чтобы прочесть их расшифровку. |                      |                  |                  |                  |                  |                  |                  |                  |                  |                  |                  |                  |                |                |                |                |                |                |                |                |                |                |                |